# 政治粛清祈念博物館
政治粛清祈念博物館（せいじしゅくせいきねんはくぶつかん、Memorial Museum for Victims of Political Repression、モンゴル語: Улс төрийн хилс хэрэгт хэлмэгдэгсдийн дурсгалын музей）はモンゴルのウランバートルに存在した博物館。2020年に解体され、現存していない。
モンゴル国内でかつて起こったヨシフ・スターリンによる大粛清や、ホルローギーン・チョイバルサンによる粛清などの記録他、犠牲者の写真や遺品が収められている。建物は粛清に遭った元首相であるゲンドゥンの家であり、1993年に彼の娘の手によって開館している。